# Lijst van rijksmonumenten in Maastricht/Papenstraat
Een overzicht van de 9 rijksmonumenten in de stad Maastricht gelegen aan of bij de Papenstraat.
| Object | Oorspronkelijke functie?  | Bouwjaar              | Architect      | Locatie          | Coördinaten?                  | Nr.?   | Afbeelding        |
| --- | ------------------------- | --------------------- | -------------- | ---------------- | ----------------------------- | ------ | ----------------- |
| Huis, met in de vernieuwde voorgevel segmentboogvensters in hardsteen, en een koetspoort in hardstenen omlijsting. | Woonhuis                  | 18e eeuw              |                | Papenstraat 2    | 50° 50' 53" NB, 5° 41' 20" OL | 27470  | Meer afbeeldingen |
| Herenhuis in Art Nouveau-stijl, gebouwd in opdracht van J. Wijnands.                                               | Woonhuis                  | 1905                  | Joseph Hollman | Papenstraat 4b;c | 50° 50' 53" NB, 5° 41' 18" OL | 506719 | Meer afbeeldingen |
| Eclectisch herenhuis, gebouwd in opdracht van J. Nijst.                                                            | Woonhuis                  | 1904-1905             | Joseph Hollman | Papenstraat 4d;e | 50° 50' 53" NB, 5° 41' 18" OL | 506677 | Meer afbeeldingen |
| Huis met zeer brede lijstgevel, voorzien van eenvoudige segmentboogvensters en een segmentboogingang in hardsteen. | Woonhuis                  | 18e eeuw              |                | Papenstraat 6    | 50° 50' 52" NB, 5° 41' 17" OL | 27471  | Meer afbeeldingen |
| Huis met lijstgevel met hardstenen kozijnen.                                                                       | Gebouw                    | eerste helft 18e eeuw |                | Papenstraat 9    | 50° 50' 52" NB, 5° 41' 18" OL | 27472  | Meer afbeeldingen |
| Huis met brede lijstgevel en een koetspoort.                                                                       | Gebouw                    | 18e eeuw              |                | Papenstraat 11   | 50° 50' 52" NB, 5° 41' 18" OL | 27473  | Meer afbeeldingen |
| Voormalige Refugie van Sint Jacob te Luik.                                                                         | Sociale zorg, liefdadigh. | 17e eeuw              |                | Papenstraat 13   | 50° 50' 52" NB, 5° 41' 18" OL | 27474  | Meer afbeeldingen |
| Huis met brede lijstgevel.                                                                                         | Woonhuis                  | eerste helft 18e eeuw |                | Papenstraat 15   | 50° 50' 52" NB, 5° 41' 17" OL | 27475  | Meer afbeeldingen |
| Huis met lijstgevel.                                                                                               | Gebouw                    | eerste helft 18e eeuw |                | Papenstraat 15A  | 50° 50' 51" NB, 5° 41' 17" OL | 27476  | Meer afbeeldingen |